# Забранець
Забранець (пол. Zabraniec) — село в Польщі, у гміні Посвентне Воломінського повіту Мазовецького воєводства.
Населення — 456 осіб (2011).
У 1975-1998 роках село належало до Седлецького воєводства.

## Демографія
Демографічна структура станом на 31 березня 2011 року:
|          | Загалом | Допрацездатний вік | Працездатний вік | Постпрацездатний вік |
| -------- | ------- | ------------------ | ---------------- | -------------------- |
| Чоловіки | 219     | 58                 | 134              | 27                   |
| Жінки    | 237     | 61                 | 130              | 46                   |
| Разом    | 456     | 119                | 264              | 73                   |